# Джон Рейлі
Джон Сі Ре́йлі (англ. John C. Reilly; 24 травня 1965) — американський актор.

## Життєпис
Джон Рейлі народився 24 травня 1965 року в Чикаго, штат Іллінойс. Був п'ятим з шістьох дітей. Його батько був ірландського і шотландського походження, мати була литовського походження. З раннього віку Джон зацікавився театром, і у вісім років він вперше взяв участь у шкільній постановці. Після закінчення середньої школи для хлопчиків Brother Rice у 1983 році, Джон навчався в Університеті Де Поля в Чикаго.

## Кар'єра
Акторський дебют Джона відбувся у фільмі Браяна Де Пальми «Військові втрати» (1989). У 1990-х роках Джон грав другорядні ролі в таких фільмах, як «Дні грому» (1990) з Томом Крузом і Ніколь Кідман, «Що гнітить Гілберта Грейпа» (1993) з Джонні Деппом і Леонардо Ді Капріо, «Дика річка» (1994) з Меріл Стріп і Кевіном Бейконом, «Долорес Клейбон» (1995) з Кеті Бейтс і Дженніфер Джейсон Лі, «Ніч у стилі бугі» (1997) з Марком Волбергом.
2003 року відразу три картини з його участю, «Чикаго», «Банди Нью-Йорка» і «Години», були висунуті на премію «Оскар» у номінації найкращий фільм, а сам Рейлі був номінований на «Оскар» у категорії найкраща чоловіча роль другого плану за фільм «Чикаго».

## Особисте життя
Джон одружився з Елісон Дікі 1992 року, мають двох дітей.

## Фільмографія
| Рік       |     | Українська назва                    | Оригінальна назва                            | Роль                             |
| --------- | --- | ----------------------------------- | -------------------------------------------- | -------------------------------- |
| 1988      | ф   | Над законом                         | Above The Law                                | бандит у барі                    |
| 1989      | ф   | Військові втрати                    | Casualties of War                            | Герберт Гетчер                   |
| 1989      | ф   | Ми не янголи                        | We're No Angels                              | монах                            |
| 1990      | ф   | Дні грому                           | Days of Thunder                              | Бак Бретертон                    |
| 1990      | ф   |                                     | State of Grace                               | Стіві Макгуайр                   |
| 1992      | ф   | Тіні і туман                        | Shadows and Fog                              | поліцейський у дільниці          |
| 1992      | ф   |                                     | Out on a Limb                                | Джим молодший                    |
| 1992      | ф   | Гоффа                               | Hoffa                                        | Піт Коннеллі                     |
| 1993      | ф   | Що гнітить Гілберта Грейпа          | What's Eating Gilbert Grape                  | Такер ван Дайк                   |
| 1994      | ф   | Дика річка                          | The River Wild                               | Террі                            |
| 1995      | ф   | Долорес Клейборн                    | Dolores Claiborne                            | констебль Френк Стемшоу          |
| 1995      | ф   |                                     | Georgia                                      | Герман                           |
| 1996      | ф   |                                     | Hard Eight                                   | Джон Фіннеган                    |
| 1996      | ф   |                                     | Boys                                         | офіцер Келлог Каррі              |
| 1997      | ф   | Нічне чергування                    | Nightwatch                                   | помічник інспектора Білл Девіс   |
| 1997      | ф   | Ночі в стилі бугі                   | Boogie Nights                                | Рід Ротчайлд                     |
| 1997      | ф   | Пекельне таксі                      | Chicago Cab                                  | Стів                             |
| 1998      | ф   | Тонка червона лінія                 | The Thin Red Line                            | сержант Сторм                    |
| 1999      | ф   |                                     | The Settlement                               | Пет                              |
| 1999      | ф   |                                     | Never Been Kissed                            | Август Штраус                    |
| 1999      | ф   | Заради любові до гри                | For Love of the Game                         | Гус Сінскі                       |
| 1999      | ф   | Магнолія                            | Magnolia                                     | поліцейський Джим Каррінг        |
| 2000      | ф   | Ідеальний шторм                     | The Perfect Storm                            | Дейл «Мерф» Мерфі                |
| 2001      | ф   |                                     | The Anniversary Party                        | Мак Форсайт                      |
| 2001      | ф   |                                     | Frank's Book                                 | Френк                            |
| 2002      | ф   | Хороша дівчинка                     | Good Girl                                    | Філ                              |
| 2002      | ф   | Банди Нью-Йорка                     | Gangs of New York                            | Джек Малрені                     |
| 2002      | ф   | Чикаго                              | Chicago                                      | Амос Гарт                        |
| 2002      | ф   | Години                              | The Hours                                    | Ден Браун                        |
| 2003      | ф   | Управління гнівом                   | Anger Management                             | старший Арні Шенкман             |
| 2004      | ф   | Авіатор                             | The Aviator                                  | Ной Дітріх                       |
| 2005      | ф   | Темна вода                          | Dark Water                                   | містер Корі Мюррей               |
| 2006      | ф   | Рікі Боббі: Король дороги           | Talladega Nights: The Ballad of Ricky Bobby  | Кел Нотон                        |
| 2006      | ф   |                                     | Tenacious D in The Pick of Destiny           | сасквоч                          |
| 2007      | ф   | Злети і падіння: Історія Дьюї Кокса | Walk Hard: The Dewey Cox Story               | Дьюї Кокс                        |
| 2008      | ф   | Зведені брати                       | Step Brothers                                | Дейл Добак                       |
| 2009      | мф  | 9                                   | 9                                            | # 5                              |
| 2010      | ф   | Сайрус                              | Cyrus                                        | Джон                             |
| 2011      | ф   | Зовсім не бабій                     | Cedar Rapids                                 | Дін Зіглер                       |
| 2011      | ф   | Щось не так з Кевіном               | We Need to Talk About Kevin                  | Френклін Хачадурян               |
| 2011      | ф   | Різанина                            | Carnage                                      | Майкл Лонгстріт                  |
| 2012      | ф   | Диктатор                            | The Dictator                                 | Клейтон                          |
| 2012      | мф  | Ральф-руйнівник                     | Wreck-It Ralph                               | Ральф-руйнівник                  |
| 2013      | ф   | Телеведучий: Легенда продовжується  | Anchorman 2: The Legend Continues            | привид Джексона                  |
| 2014      | док | Ведмеді                             | Bears                                        | оповідач                         |
| 2014      | ф   | Якщо твоя дівчина - зомбі           | Life After Beth                              | Маурі Слокам                     |
| 2014      | ф   | Вартові галактики                   | Guardians of the Galaxy                      | санітар Дей                      |
| 2015      | ф   | Лобстер                             | The Lobster                                  | шепелявий чоловік                |
| 2015      | ф   | Казка казок                         | Il racconto dei racconti                     | Король Долини Туманів            |
| 2015      | ф   | Ковбої                              | Les cowboys                                  | американець                      |
| 2015      | а   | Спогади про Марні                   | 思い出のマーニー                             | Кійомаса Ойва                    |
| 2016      | мф  | Співай                              | Sing                                         | баранчик Едді                    |
| 2017      | ф   | Небагато часу                       | The Little Hours                             | Томмазо                          |
| 2017      | ф   | Конг: Острів Черепа                 | Kong: Skull Island                           | Генк Марлоу                      |
| 2018      | ф   | Брати Сістерс                       | The Sisters Brothers                         | Елі Сістерс                      |
| 2018      | ф   | Стен та Оллі                        | Stan & Ollie                                 | Олівер Гарді                     |
| 2018      | мф  | Ральф-руйнівник 2                   | Wreck-It Ralph 2                             | Ральф-руйнівник                  |
| 2018      | ф   | Голмс та Ватсон                     | Holmes & Watson                              | Джон Геміш Ватсон                |
| 2020      | с   | Місячна база 8                      | Moonbase 8                                   | Роберт «Кеп» Капуто (6 епізодів) |
| 2021      | ф   | Лакрична піца                       | Licorice Pizza                               | Фред Гвінн                       |
| 2022      | ф   | Зірки опівдні                       | The Stars at Noon                            | босс                             |
| 2022—2023 | с   | Становлення династії «Лейкерс»      | Winning Time: The Rise of the Lakers Dynasty | Джеррі Бусс (17 епізодів)        |
| 2023      | мф  | Одного разу на студії               | Once Upon a Studio                           | Ральф-руйнівник                  |
| 2025      | ф   |                                     | Testa o croce?                               | Баффало Білл                     |
| 2026      | ф   | Як пограбувати банк                 | How to Rob a Bank                            |                                  |